# فيرجينيا ليث
فيرجينيا ليث (بالإنجليزية: Virginia Leith)‏ هي ممثلة أمريكية، ولدت في 15 أكتوبر 1932 بكليفلاند في الولايات المتحدة.

## أعمال

### أفلام
- (1953) الخوف والرغبة

## وصلات خارجية
- فيرجينيا ليث على موقع IMDb (الإنجليزية)
- فيرجينيا ليث على موقع روتن توميتوز (الإنجليزية)
- فيرجينيا ليث على موقع قاعدة بيانات الفيلم (الإنجليزية)